# Cziwa
Cziwa – wieś w Armenii, w prowincji Wajoc Dzor. W 2011 roku liczyła 698 mieszkańców.